# Albania (Caquetá)
Albania – gmina w Kolumbii, w departamencie Caquetá. Jej powierzchnia wynosi 387,79 km². W 2003 roku liczyła 13 644 mieszkańców, z czego 3912 żyło w miastach.